# Dugliolo
Dugliolo (Dujôl in dialetto bolognese orientale) è una frazione del comune di Budrio nella Città metropolitana di Bologna.

## Geografia fisica
Costituisce la frazione più a nord del comune e comprende le borgate di Casoni, Barchessa, Bertuzza e Miserabili. Il suo territorio si estende tra il fiume Reno e il torrente Idice.

## Storia
Il toponimo deriva dal latino doliolum, che significa vaso, ed è raffigurato nello stemma e in età romana aveva nome pagus Doliolus. Ebbe una certa importanza fino al XII secolo grazie alla sua posizione sul percorso che collegava Bologna con Ferrara e Ravenna.
In seguito alla rotta di Ficarolo, del 1152 anche il torrente Idice ruppe gli argini e allagò i campi coltivati che divennero improduttivi. Il primitivo porto divenne inutilizzabile e la chiesa di San Gregorio Magno venne spostata a più riprese. La popolazione abbandonò il paese e i campi e nel XVIII secolo vi erano rimasti solo 250 abitanti.
Il corso del torrente Idice venne modificato tra il 1814 e il 1816 e si eseguirono i primi lavori di bonifica in seguito ai quali fu possibile realizzare risaie in tutta la valle. Le zone di terreno rese asciutte e stabili consentirono l'edificazione di una nuova chiesa nel 1830. Nuovi lavori furono svolti nell'ambito della bonifica renana.

## Monumenti e luoghi di interesse
Sono presenti nel paese il palazzo cinquecentesco dei Manzoli, una chiesa dedicata a San Pancrazio, edificata nel 1565 e ricostruita all'incirca nel 1804 dopo essere stata distrutta da un'inondazione, attualmente sconsacrata.

## Geografia antropica
La borgata di Barchessa si trova a nord di Dugliolo e comprende una villa con annesso macero; per raggiungere Barchessa bisogna oltrepassare un ponte sul Fiumicello Dugliolo; Barchessa e Santa Caterina è una grande zona in parte paludosa e in parte incolta che si estende a nord di Dugliolo. Importanti case coloniche della zona di Barchessa sono le Case Baciocchi, ora in rovina, che servivano forse per le risaie che un tempo si estendevano nella valle. La zona di Barchessa è ciò che rimane del Pagus Doliolus.
La borgata di Casoni, situata al confine col comune di Molinella e attraversata dalla linea ferroviaria Bologna-Portomaggiore, deve il suo nome alle antiche abitazioni di canne dette casoni, con tetto di paglia e strame, tipiche dei luoghi paludosi, all'inizio utilizzate per abitazioni temporanee per i contadini, in seguito divenute permanenti, con pareti e tetti in muratura.